# Yannick Bangala Litombo
Yannick Bangala Litombo (sinh ngày 12 tháng 4 năm 1994) là một cầu thủ bóng đá người Congo thi đấu ở vị trí hậu vệ.